# Thaisa
Thaisa de Moraes Rosa Moreno (Xambrê, Paraná Brasil, 17 de diciembre de 1988), conocida simplemente como Thaisa o Isa Moreno, es una futbolista brasileña. Juega como centrocampista y su equipo actual es el Flamengo de la Campeonato Brasileño Serie A de Brasil. Es internacional absoluta con la selección de fútbol de Brasil desde 2013.

## Trayectoria
Fue transferida al Tyresö FF de Suecia en enero de 2014. Jugó la final de la Liga de Campeones Femenina de la UEFA 2013-14 contra el VfL Wolfsburgo, donde perdieron por 4-3. Dejó el club al término de la temporada 2014 cuando el club de declaró insolvente, y la jugadora quedó como agente libre.
El 13 de diciembre de 2017, ella fichó por el Sky Blue FC de la NWSL. Luego de jugar ocho encuentros por el club, fue liberadas el 25 de julio de 2018.
Fichó por el recién fundado A. C. Milan para la temporada 2018-19.

## Selección nacional
Debutó por la selección de Brasil en septiembre de 2013, en la derrota por 1-0 ante Nueva Zelanda.
Fue parte del plantel que disputó la Copa Mundial Femenina de la FIFA de 2019.

## Clubes
| Club                    | País           | Año        |
| ----------------------- | -------------- | ---------- |
| Foz Cataratas F. C.     | Brasil         | 2011       |
| Asociación Ferroviaria  | Brasil         | 2012-13    |
| A. D. Centro Olímpico   | Brasil         | 2013       |
| Tyresö F. F.            | Suecia         | 2014       |
| Asociación Ferroviaria  | Brasil         | 2014       |
| América Mineiro         | Brasil         | 2015       |
| São José E. C.          | Brasil         | 2016       |
| Ungmennafélag Grindavík | Islandia       | 2017       |
| Sky Blue F. C.          | Estados Unidos | 2018       |
| A. C. Milan             | Italia         | 2018-19    |
| C. D. TACON             | España         | 2019-20    |
| Real Madrid C. F.       | España         | 2020-21    |
| A. S. Roma              | Italia         | 2021-22    |
| Flamengo                | Brasil         | 2022- Act. |